# Heinrich Lanz
Heinrich Lanz (9. března 1838, Friedrichshafen am Bodensee – 1. února 1905, Mannheim) byl německý vynálezce a výrobce zemědělských strojů, lokomobil a traktorů, které pod značkou LANZ vyvážel do celého světa.

## Biografie
Heinrich Lanz se narodil jako třetí syn ze sedmi dětí, měl pět bratrů a sestru. Jeho otec Johann Peter Lanz (4. září 1805 – 15. září 1891) vlastnil spediční firmu, jeho matka Luise Christiane Beckh (1813 - 1902), pocházela z obce Eriskirch am Bodensee. Vzdělání získal na obecné škole ve Friedrichshafenu a na reálce ve městě Biberach an der Riß. Od roku 1858 byl učedníkem v obchodě s koloniálním zbožím v Mannheimu. Studoval i na obchodní akademii ve Stuttgartu, ale za rok odešel „na zkušenou“ do Marseille. Připravoval se tak na práci v rodinné firmě, která se v té době zabývala přepravou guana a zemědělských strojů z Anglie.
Po návratu z Francie v roce 1860 si otevřel dílnu na opravy zemědělských strojů se dvěma zaměstnanci a převzal zodpovědnost za dovoz zboží v otcově firmě. Na ještě neúplně rozvinutý německý trh v oblasti zemědělských strojů uvedl v roce 1867 společně se svým bratrem řezačku krmiva vlastní konstrukce. Brzy následoval další stroj – mlátička. O tři roky později převzal vedení celé továrny. V roce 1865 se oženil s Julií Faulovou.
Od roku 1869 dovážel anglické parní pluhy John Fowler a za deset let firma vyráběla vlastní lokomobily.
V roce 1902 odcestoval v té době už 64letý Lanz do USA, aby získal informace o vývoji nové zemědělské techniky u firmy John Deere. Poznatky nabyté na této cestě však stačil využít jen částečně, protože za čtyři roky zemřel. Část svého majetku odkázal nadaci, která spravovala diakonickou nemocnici v Mannheimu (dnes součást Fakultní nemocnice lékařské fakulty v Mannheimu, Univerzity v Heidelbergu).
Lanzova žena s dětmi firmu dále úspěšně rozvíjela, ale v roce 1931 získala většinový podíl Deutsche Bank. V roce 1956 převzala společnost Heinrich Lanz AG americká firma John Deere.

## Děti
- Helene (28. ledna 1866 – 20. září 1945) vedla firmu v letech 1921 až 1931 po smrti Karla Lanze
- Emilie Charlotte (15. listopadu 1867 – 10. srpna 1943)
- Melanie (11. listopadu 1870, † ?)
- Karl Wilhelm K. P. Dr. (18. května 1875 – 18. srpna 1921) vedl firmu až do své smrti, obdržel čestné občanství města Friedrichshafen